# Iki wo Kasanemashō
Singles de Natsumi Abe
Too Far Away ~Onna no Kokoro~
(2007) 16 Sai no Koi Nante
(2008)
 Iki wo Kasanemashō  (息を重ねましょう, ou Iki wo Kasanemashou) est le dixième single de Natsumi Abe, sorti le 24 octobre 2007 au Japon sous le label hachama. Il atteint la 13e place du classement de l'Oricon, et reste classé pendant trois semaines, se vendant à 11 531 exemplaires durant cette période. Il sort aussi au format "Single V" (DVD) contenant le clip vidéo trois semaines plus tard, le 14 novembre 2007.
La chanson-titre figurera sur la compilation des singles de la chanteuse, Abe Natsumi ~Best Selection~ qui sortira un an plus tard. Son clip vidéo figurera aussi sur le DVD inclus avec la compilation.

## Liste des titres
CD
1. Iki wo Kasanemashō  (息を重ねましょう?)
2. Shōsetsu no Naka no Futari  (小説の中の二人?)
3. Iki wo Kasanemashō (Instrumental) (息を重ねましょう...?)

Single V
1. Iki wo Kasanemashō  (息を重ねましょう?) (clip vidéo)
2. Iki wo Kasanemashō (Close-up Ver.) (息を重ねましょう...?) (clip vidéo)
3. Making Eizo  (メイキング映像?) (making of)